# 괴델, 에셔, 바흐

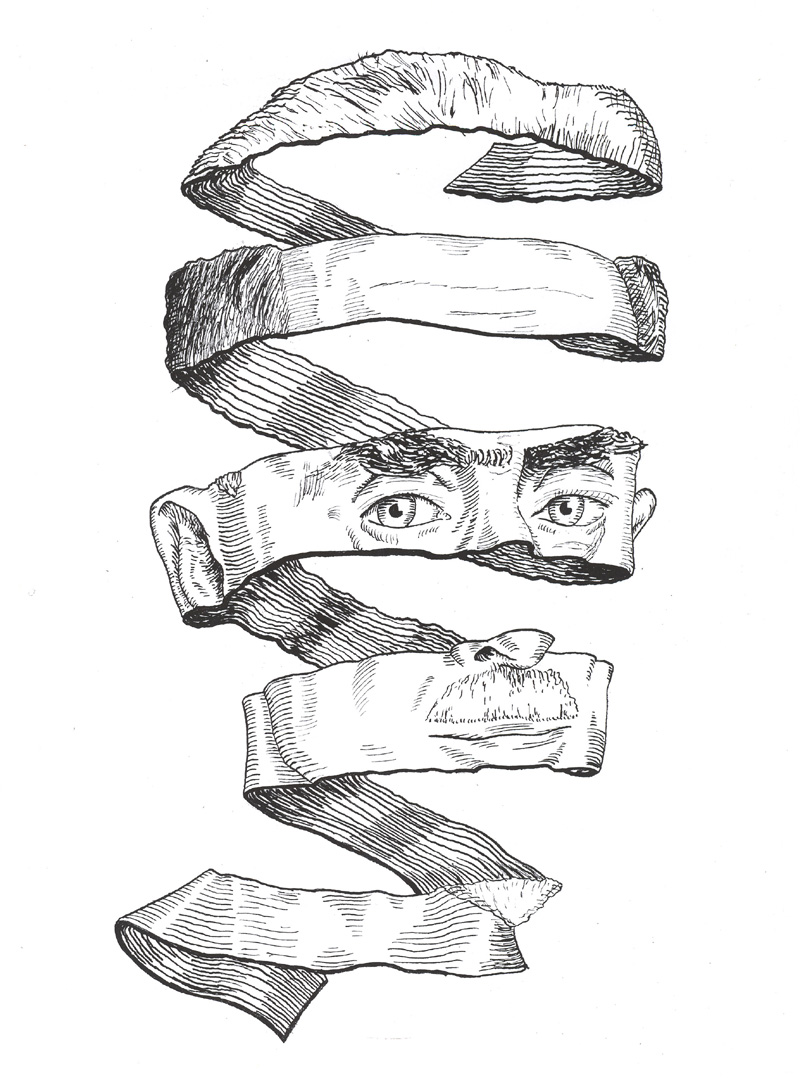

《괴델, 에셔, 바흐: 영원한 황금 노끈(Gödel, Escher, Bach: an Eternal Golden Braid)》은 더글러스 호프스태터가 1979년에 쓴 책으로, 논리학자인 쿠르트 괴델, 미술가인 M. C. 에셔, 작곡가인 요한 제바스티안 바흐를 소재로 하고 있다.
《괴델, 에셔, 바흐》는 1980년 일반 논픽션 부문으로 퓰리처상을 수상하였다.
한국어로는 제주대학교 독일학과 교수인 박여성의 번역으로 까치글방에서 《괴델 에셔 바흐》란 제목으로 출판되어 있다. 2017년 7월 까치글방은 개역판을 출간했다. 초판 번역자 박여성과 함께 번역가 안병서가 새로 참여했다. 호프스태터가 쓴 'GEB 20주년 기념판 서문'을 추가했고, 상하권을 한 권으로 합본했다.
각 장 사이에 우화형식 대화가 들어있다. 대화의 등장인물은 아킬레스와 거북이, 그리고 그들의 몇몇 친구들이다. 아킬레스와 거북이는 루이스 캐럴이 쓴 작품으로부터 빌려왔다. 이들은 이어지는 장의 주제를 풍자와 교훈을 담아 이야기 속에 풀어낸다. 호프스태터는 이런 구성을 바흐의 대위법으로부터 영감을 얻었다. 일부 대화 제목은 바흐의 작품 이름을 붙였다.

## 구성
《괴델, 에셔, 바흐》의 주요 장은 보통 아킬레우스와 거북이라는 가상의 캐릭터들 사이의 대화와 번갈아 가며, 엘레아의 제논이 처음에는 사용했고 나중에는 "토끼가 아킬레우스에게 말한 것"에서 루이스 캐롤이 사용하였다. 이러한 기원은 처음의 두 대화에서 관계가 있으며, 나중의 대화에서는 새로운 캐릭터를 소개한다. 이러한 서술들은 자주 자기언급과 메타픽션에 빠져든다.
언어 유희도 작품에서 두드러진 특징을 보인다. 이 책에 있는 하나의 대화는 캐논의 형태로 쓰여 있다.

## 주제
이 책에는 사물이나 사상이 자기 자신에 대해 이야기하거나 언급하는 많은 재귀와 자기 참조의 예가 들어 있다. 하나는 'quining'인데, 윌러드 밴 오먼 콰인에 대한 경의를 표하기 위해 발명된 용어로서, 독자적인 소스 코드만을 생산하는 프로그램을 가리킨다. 또 하나는 Egbert B. Gebstadter라는 가상의 작가가 있는 것이다. "Record Player X"라고 불리는 축음기는 "I cannot be played on Record Player X"라는 제목의 레코드를 연주하고, 음악에서 캐논 형태를 검사하며, 에셔의 두 손이 서로를 그리는 석판화에 대한 토론을 함으로써 스스로를 파괴한다. 그러한 자기 참조 대상을 묘사하기 위해, 호프스태터는 "이상한 고리"라는 용어를 만든다. 호프스태터는 독자들에게 자신의 경험 밖의 현실을 인식하는 방법을 보여주고, "묻지 않는 전략"이라고도 불리는 전제를 거부함으로써 그러한 역설적인 질문을 받아들이려고 한다.

## 같이 보기
- 중국어 방
- 처치-튜링 논제
- 콜라츠 추측
- 프랙탈
- 인드라망
- 동형 사상
- 메타
- 심신 문제